# Tomáš Garrigue Masaryk
Tomáš Garrigue Masaryk, češkoslovaški politik, sociolog in filozof, * 7. marec 1850, Hodonín, † 14. september 1937, Lány. 
Bil je goreč zagovornik češkoslovaške neodvisnost med prvo svetovno vojno, kasneje pa je postal ustanovitelj in prvi predsednik Češkoslovaške; po prvi izvolitvi leta 1918 je bil še trikrat ponovno izvoljen (1920, 1927 in 1934). Bil pa je tudi moravski patriot. Na začetku si je želel samo reformirati Habsburško monarhijo v demokratično federacijo,  med prvo svetovno vojno pa se je začel zavzemati za ukinitev monarhije, kar mu je kasneje s pomočjo Antante tudi uspelo.
V Republiki Sloveniji nosi njegovo ime več ulic in cest.
Njegov sin, Jan Masaryk, je bil češkoslovaški zunanji minister (1940-48).

## Poimenovanja
Po njem so poimenovali:
- red Tomáša Gerrigueja Masaryka,
- Univerza Masaryk,
- Avenija predsednika Masaryka, Mexico City
- Masaryktown, Florida,
- Kfar Masaryk,
- Masarykov znanstveni slovar,
- več Masarykovih ulic,...